# Buněčná diferenciace

diferenciace krevních buněk

Buněčná diferenciace je koncept vývojové biologie, který představuje proces, jímž z totipotentní („všehoschopné“) nespecializované buňky (např. embryonální buňky, buňky kmenové a u rostlin meristém) vzniká buňka strukturně i funkčně specializovaná. Tyto buňky souhrnně označujeme jako diferenciované buňky. I diferenciované buňky mohou procházet ještě hlubší diferenciací, rozsah jejich další možné specializace již je však silně omezen.

## Úvod
V mnohobuněčných organismech musí jednotlivé buňky obvykle plnit odlišné, specifické úlohy, a proto se také významně liší ve své stavbě, velikosti i metabolismu. Například v těle člověka se nalézá na 200 různých typů buněk (např. buňky kůže vypadají jinak a fungují zcela jinak než neurony), přestože vznikly dělením z jediného oplozeného vajíčka. Všechny buňky v jednom organismu nesou stejnou genetickou informaci a odlišné specializace je dosaženo jen tím, že je realizována v jednotlivých buňkách jen její část, tj. jsou aktivovány jen některé geny (označují se jako tzv. transkripční profil). Uplatňují se při tom příslušné regulační mechanismy.

## Regulace
Jako diferenciaci pak označujeme právě ten proces, při kterém ke specializaci buňky dochází. Vzhledem k tomu, že veškeré kmenové buňky mají stejný genetický potenciál, jejich specializace musí být důsledkem vzájemné koordinace, tedy jakési „domluvy“, který gen bude kdy, v které buňce spuštěn. Slouží k tomu dva základní mechanizmy. Jednak může dojít k rozdělení rolí mezi buňkami již na úrovni dělení buněk, kde obě dceřiné buňky sice získají stejnou genetickou informaci, ale různým způsobem se mezi ně rozdělí mechanismy, které regulují funkci genetické informace (cytoskelet, transkripční faktory, enzymy, odlišné složení plazmatické membrány ad.) – v tom případě tento proces označujeme jako asymetrické dělení buněk. V druhém případě dochází ke specializaci buňky, která má stejné vlastnosti jako buňka sesterská a to na základě komunikace s vnějším prostředím, se sousedními buňkami. Toto jsou případy hormonální regulace či např. vlivu morfogenů.

## Kmenové buňky
Při studiu tohoto procesu, srovnáváme jednak diferenciované buňky navzájem nebo s buňkami, které specializované ještě nejsou. Tyto buňky označujeme jako buňky kmenové. Důsledkem diferenciace jsou ve většině případů nápadné morfologické rozdíly. V některých případech však musíme použít speciální techniky, abychom zjistili např. chemické rozdíly u morfologicky shodných buněk (chemická odlišnost, může znamenat rozdíly v regulačních látkách, které vždy předcházejí rozdíly morfologické).
Buňky, které již jednou svou specializaci získaly ji jen těžko ztrácí a nemohou se specializovat na jiný typ buněk. Proces ztráty specializace se nazývá dediferenciace a je v současnosti předmětem intenzivního výzkumu. Nediferenciované buňky – v podobě kmenových buněk jsou potenciálně velmi významné v lékařství, dávají možnost dopěstování či opravě poškozených částí těla.